# Зарагат
Зарагат (баш. Зәрәғәт) — деревня в Трунтаишевском сельсовете Альшеевского района Республики Башкортостан России.

## География
Находится на р. Кайберде.

### Географическое положение
Расстояние до:
- районного центра (Раевский): 38 км,
- бывшего центра упразднённого сельсовета (Сараево): 3 км,
- ближайшей железнодорожной станции (Раевка): 38 км

## История
Название — от названия речки Зарағат (Русско-башкирский словарь-справочник названий населенных пунктов Республики Башкортостан. — Уфа: Китап, 2001.- 320 с. С. 25).
Статус деревня посёлок приобрёл согласно Закону Республики Башкортостан от 20 июля 2005 года N 211-з «О внесении изменений в административно-территориальное устройство Республики Башкортостан в связи с образованием, объединением, упразднением и изменением статуса населенных пунктов, переносом административных центров», ст.1

6. Изменить статус следующих населенных пунктов, установив тип поселения — деревня:

…

2) в Альшеевском районе:

и) поселка Зарагат Сараевского сельсовета
До 2008 года — в составе упразднённого Сараевского сельсовета (Закон Республики Башкортостан от 19.11.2008 N 49-з «Об изменениях в административно-территориальном устройстве Республики Башкортостан в связи с объединением отдельных сельсоветов и передачей населённых пунктов»).

## Население
| 2002 | 2009 | 2010 |
| ---- | ---- | ---- |
| 21   | ↘5   | ↘0   |

Национальный состав
Согласно переписи 2002 года, преобладающая национальность — татары (95 %).